# Nevermind: The Singles
Nevemind: The Singles es una caja recopilatoria de la banda norteamericana de grunge Nirvana puesto a la venta el 25 de noviembre de 2011. Fue lanzado como una edición limitada por Record Store Day 2011. El box contiene los cuatro sencillos de 10" del álbum Nevermind. Se lanzaron 5000 copias en todo el mundo.

## Lista de canciones
Smells Like Teen Spirit single
1. «Smells Like Teen Spirit»
2. «Drain You»
3. «Even In His Youth»
4. «Aneurysm»

Come as You Are single
1. «Come as You Are»
2. «Endless, Nameless»
3. «School» (en vivo)
4. «Drain You» (en vivo)

Lithium single
1. «Lithium»
2. «Been a Son» (en vivo)
3. «Curmudgeon»
4. «D7» (John Peel BBC radio session)

In Bloom single
1. «In Bloom»
2. «Sliver» (en vivo)
3. «Polly» (en vivo)